# بلو اورینته
بلو اورینته (به پرتغالی: Belo Oriente) یک منطقهٔ مسکونی در برزیل است که در میناز ژرایس واقع شده‌است. بلو اورینته ۲۶٬۹۹۴ نفر جمعیت دارد.